# Kulturzentrum Korundi

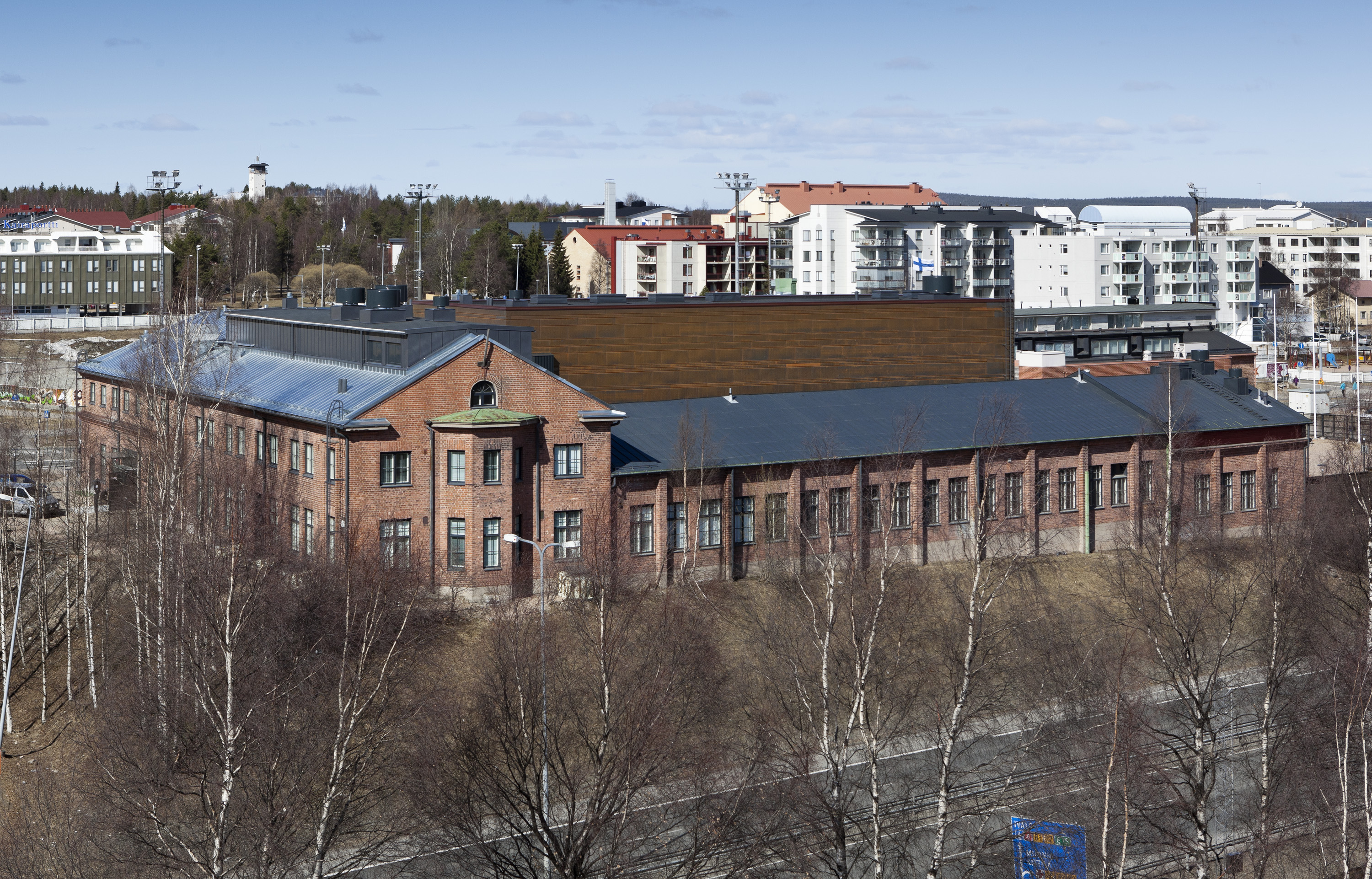
Außensicht

Korundi ist ein in einem ehemaligen Fahrzeugdepot der Finnischen Post errichtetes  Kulturzentrum in Rovaniemi. Das Gebäude aus dem Jahre 1933 zählt zu den am besten erhaltenen Gebäuden des Ortes nach dem Zweiten Weltkrieg. Zuvor hatte das Kunstmuseum von Rovaniemi das Gebäude genutzt. Der Umbau zum Kulturzentrum erfolgte in den Jahren 2009 bis 2011, u. a. mit Geldern des Europäischen Fonds für regionale Entwicklung. Im Innenhof wurde ein neues Gebäude errichtet, welches aktuell der Sitz des Kammerorchesters von Lappland ist. Das Kunstmuseum erhielt neue Ausstellungs-, Lager- und Büroräume.

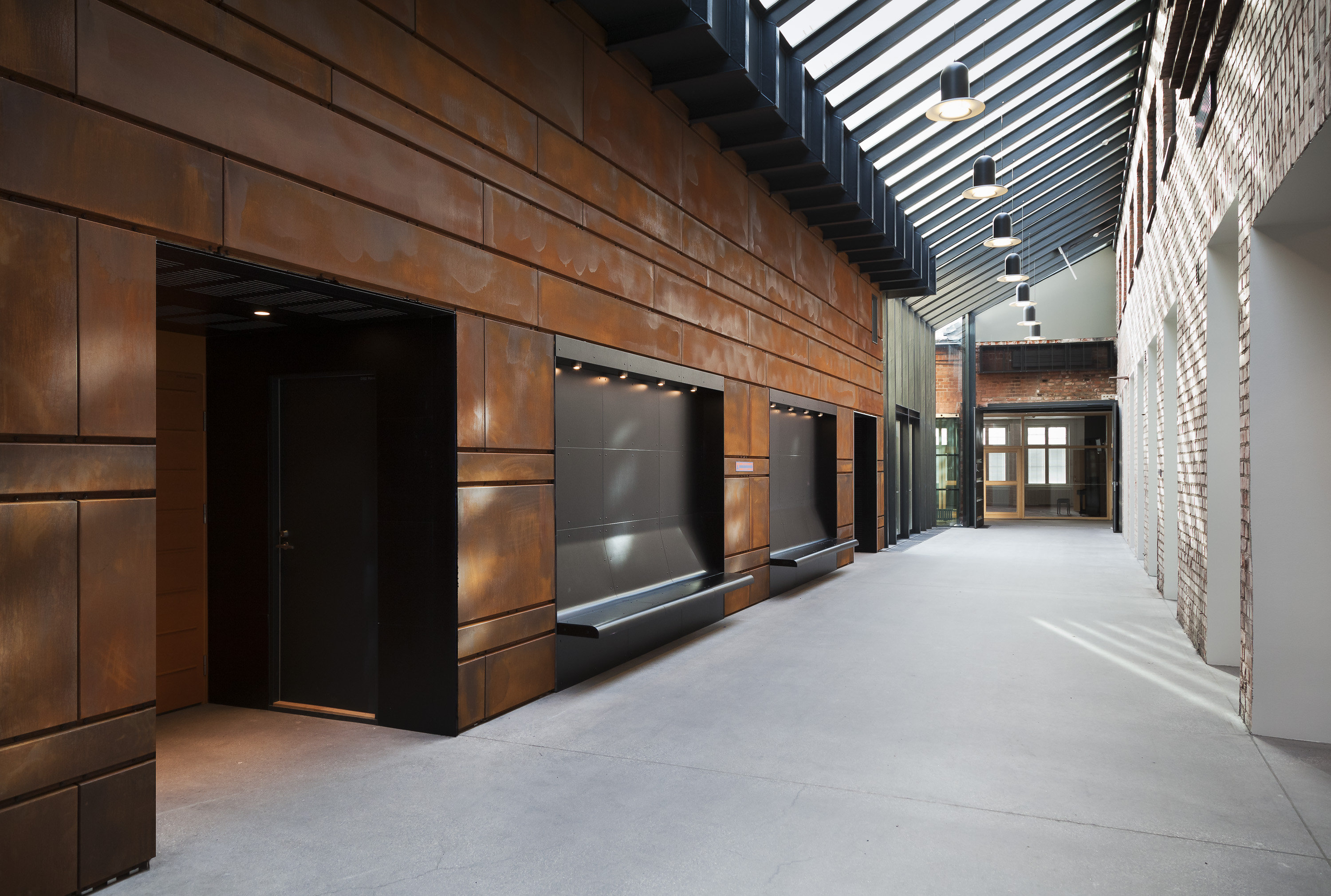
Kulturzentrum Korundi

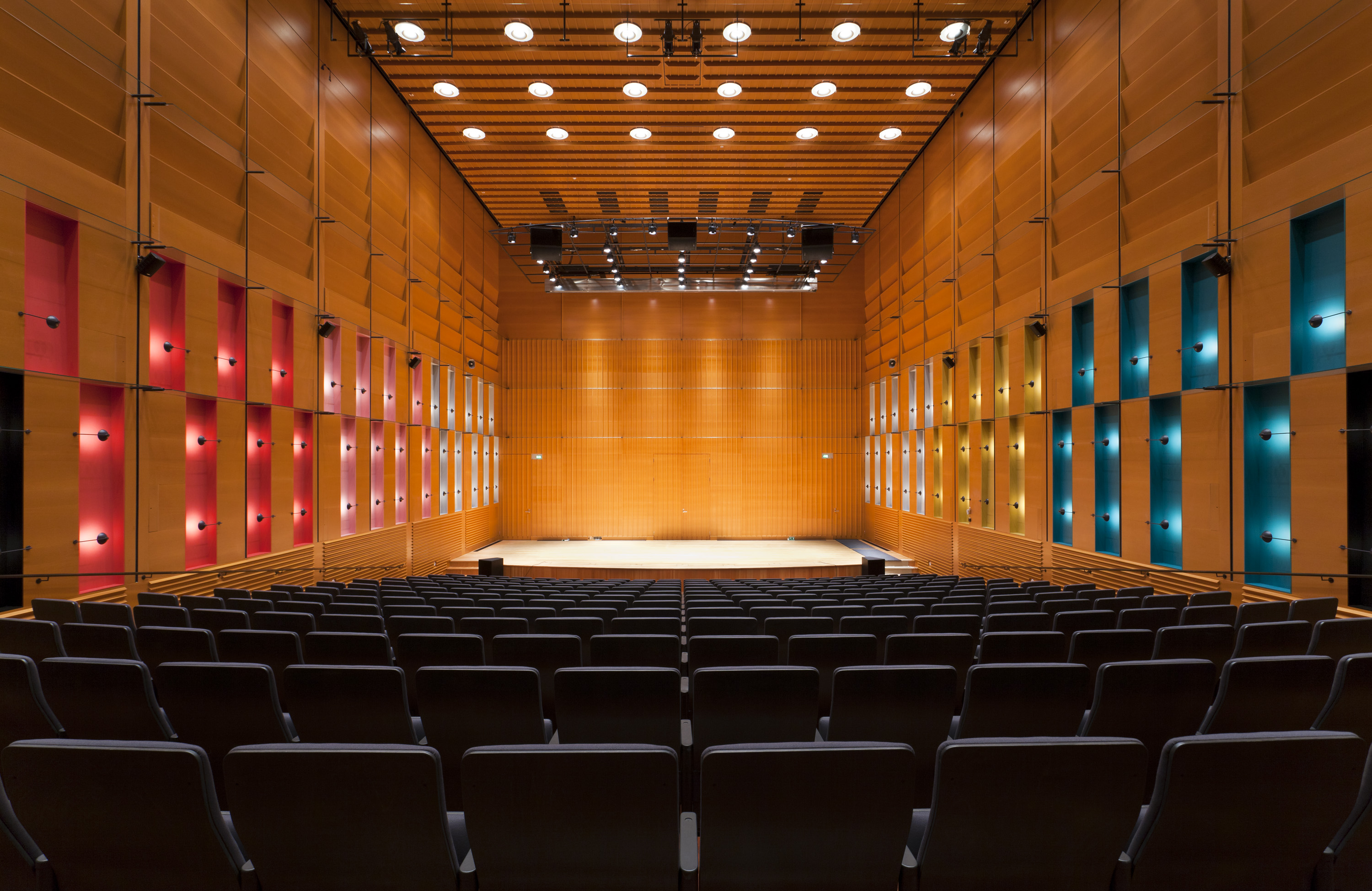
Konzertsaal

Das Kulturzentrum Korundi wurde am 25. Mai 2011 eröffnet.
Das geräumige zweistöckige Gebäude aus roten Ziegeln erweiterte man später auf der Nordseite. Die Erweiterung nach den Plänen von Juhani Pallasmaa wurde ab 1986 für das Kunstmuseum genutzt. Der von Lapinkävijäntie erreichbare Haupteingang wird von vier Granitsäulen verziert.
Der Name Korundi wurde aus Vorschlägen der Bevölkerung ausgewählt. Das Mineral Korund kommt in Lappland häufig vor.
Die Gesamtfläche des Objekts beträgt 5.300 m².